# Skybruddet den 2. juli 2011
Skybruddet den 2. juli 2011 var et voldsomt skybrud, der ramte dele af Sjælland og Hovedstadsområdet den 2. juli 2011, hvilket gav oversvømmelser og massive trafikale problemer i dagene efter. Skybruddet gik i land ved Hellerup, fortsatte i en sydvestlig bane ind over København og stoppede nord for Køge. I det meste af hovedstadsområdet faldt der mellem 30 og 90 millimeter regn i løbet af døgnet. De massive oversvømmelser krævede en omfattende og langvarig beredskabsindsats og lammede store dele af hovedstadens infrastruktur i dagevis.
København blev ramt af regn så intens, at mange gader stod under vand. Det samme gjaldt kældre og lavtliggende stuelejligheder.
Skybruddet den 2. juli 2011 forårsagede 90.644 skader og kostede forsikringsselskaberne i alt 4,88 milliarder kroner. Skybruddet var blandt andet også en af de bedste beskæftigelseseffekter i 2011.

## Skybruddet
Danmarks Meteorologiske Institut – DMI var forberedt på et skybrud, men de havde ikke forventet at det ville være af den styrke.
I København blev døgnnedbørsmængden målt til 135,4 mm. Det var den højest målte mængde i Hovedstadsområdet siden man startede med systematiske målinger i 1955. Den tidligere rekord var fra 1. august 1959 i Ordrup hvor der blev målt 111,7 mm nedbør på 24 timer.
Skybruddet havde desuden den højest målte middelintensitet på 3,1 millimeter nedbør per minut over en periode på 10 minutter. Der blev desuden registreret mere end 5.000 lynnedslag på bare tre timer.

Klimaforsker for DMI, Ole Bøssing Christensen, udtalte sig til pressen den 9. juli 2011: 
| Citat | Den konkrete hændelse kan ikke med sikkerhed relateres til de igangværende klimaændringer, men det er ikke desto mindre, hvad vores klimamodeller varsler mere af i løbet af de næste 50 og 100 år. | Citat |
|       | |       |

### Beskrivelse af skybruddet
Vejrudviklingen umiddelbart før skybruddet var så usædvanlig, at den kom bag på DMI's meteorologer. DMI havde klokken 05:24 om morgen den 2. juli 2011 udsendt en risikomelding som forvarsel om risiko for skybrud over Sjælland gældende for eftermiddag/aften, men ikke af en så stor styrke. Sådan en risikomelding udsendes, når en vagthavende meteorolog vurderer, at der er risiko for et givet vejrfænomen, men at risikoen er så lille i den berørte region, at kriterierne for at udsende et egentligt varsel ikke er opfyldt. Varslingskriteriet for skybrud er, at den forventede nedbørsmængde overstiger 15 mm på 30 minutter lokalt inden for varslingsområdet.
Risikomeldingen blev opdateret fire gange om eftermiddagen og tidligt på aftenen, hvor
tordenbygerne voksede over den sydligste del af Sverige. Tordenbygerne var dog stadig ikke specielt kraftige, heller ikke da de ramte Malmø. På vej over Øresund skete der imidlertid en meteorologisk set usædvanlig eksplosiv udvikling af tordenbygerne. Kl. 18:46 opgraderede vagtchefen risikomeldingen til et varsel. Kort efter, omkring kl. 19.00, ramte skybruddet ved Hellerup og fortsatte i en sydvestlig bane over Storkøbenhavn før det ebbede ud nord for Køge. I de værst ramte områder faldt der på få timer, hvad der ca. svarer til to måneders regn for en normal juli måned. Hertil kom store hagl og tusindvis af lynnedslag.
Den største nedbørsmængde blev målt i Botanisk Have med 135,4 mm hen over døgnet den 2. juli kl. 08:00 til den 3. juli kl. 08:00, hvilket er den højeste værdi, der er målt i Storkøbenhavn siden de systematiske målinger blev indført i 1955. Skybruddet satte ligeledes storkøbenhavnsk rekord i intensitet. Den højeste intensitet blev målt ved
Ishøj Varmeværk til 3,1 mm nedbør per minut over et ti minutters interval. Dette var væsentlig højere end den tidligere rekord på 2,5 mm.

### Helbredsfølger
Ud over de direkte personskader i forbindelse med færdselsuheld, og defekt udstyr som følge af skybruddet, som f.eks. de seks personer der fik brandskader på ankler og lægge da fjernvarmesystemet fra Københavns Energi kollapsede, så omkringliggende vand begyndte at koge og dampe op igennem riste i fortovene, så krævede skybruddet også en 62-årig mands liv, da han 17 dage efter hændelsen døde af leptospirose, en sygdom der spredes af rotter; en anden smittet overlevede sygdommen. Smitten var sandsynligvis sket gennem kontakt med kloakvand ved oprydning af oversvømmede kældre efter skybruddet. Leptospirose er en sjælden sygdom som skyldes infektion med bakterier af arten Leptospira.
I kølvandet på skybruddet fulgte endvidere de indirekte helbredsrisici og skader, blandt andet blev der ødelagt 18 års kræftforskning hos Kræftens Bekæmpelse, ligesom mange oversvømmede kældre efterfølgende fik konstateret skimmelsvamp. Rigshospitalet og Hvidovre Hospital var begyndt at planlægge evakueringen af samtlige 1.400 sengeliggende patienter, da strømforsyningen og nødgeneratorer var alvorligt truede. Rigshospitalets Traumecenter blev også midlertidigt flyttet til Herlev Hospital. På Hvidovre Hospital slog man katastrofealarm, og man bad patienterne på skadestuen om at tage hjem igen.
Ni personer er efterfølgende rapporteret at have fået forbrændinger på ankler og lægge, da de blev ramt af skoldhed damp, som steg op gennem riste over underjordiske kamre med fjernvarme- og dampledninger i de københavnske gader. Årsagen var, at regnvandet strømmede ned i varmekamrene, og at nedbrud i elforsyningsnettet havde sat de indbyggede vandpumper ud af drift. Regnvandet kom derfor i kontakt med de varme rør og begyndte at koge. Tilfældene opstod på kort tid, og Københavns Energi havde ikke mandskab til at afspærre alle steder med opstigende damp. Tre af personerne, der fik forbrændinger fik hver mellem 5.000 og 10.000 kroner i erstatning.
De sundhedsmæssige problemer gjaldt ikke kun ejere af oversvømmede kældre, men også beredskabets personale og andre, som var erhvervsmæssigt eksponeret for sammenblandet regnvand og kloakvand. En spørgeskemaundersøgelse blandt 257 personer i denne kategori blev foretaget af Central Enhed for Infektionshygiejne og Epidemiologisk Afdeling på Statens Serum Institut. Resultaterne viste, at 22 procent havde været syge efter skybruddet. De hyppigste symptomer var diarré, forkølelse/ondt i halsen og hovedpine. Undersøgelsen viste endvidere, at brugen af personlige værnemidler og håndhygiejne kunne have været bedre.

### Beskadigede bygninger
Mange kældre blev hurtigt oversvømmet, dagligvarebutikker blev lukket, og flere biografer måtte afbryde deres forestillinger da der kom vand ind i salene. Det historiske og fredede fæstningsanlæg Kastellet blev beskadiget, da nogle af voldene styrtede sammen og gulvene i bygningerne blev ødelagt efter at have stået under vand. Også antikvariater og bogsamlere måtte melde om ødelagte bøger for store beløb og et enkelt antikvariat måtte lukke permanent som følge af skybruddet. Nord for Nordhavn Station blev jordvolden beskadiget, ca. 100 meter jordvold blev skyllet væk, hvilket resulterede i at det ene spor på Kystbanen måtte lukkes. På Østerport Station blev et tog spærret inde som følge af skybruddet og linjerne mellem Østerport og Hellerup blev spærret.
Der kom oversvømmelse i kælderen på Københavns Politigård, hvilket resulterede i at Københavns Politis almindelige telefonsystem var ude af drift frem til den 4. juli. Vestre Fængsel oplevede oversvømmelser af kældre, hvilket fik flere it-systemer til at gå ned. Skybruddet havde også lagt fængslets køkken under vand, hvilket fik fængselsledelsen til at bestille mad hos McDonald's til 600 mennesker. Der var desuden risiko for strømafbrydelse og dermed svigt af fængslets sikringssystemer. I Tivoli valgte ledelsen at evakuere gæsterne af forsigtighedshensyn under de voldsomme oversvømmelser, og der skete store skader i Tivolis Koncertsal.
Omkring 10.000 husstande blev berørt af strømafbrydelser i et bælte fra Bagsværd via Københavns Nordvestkvarter og Valby ned til Hvidovre. Midt på natten var antallet af husstande uden strøm faldet til 4.000, og om morgenen den 3. juli havde de fleste strømmen tilbage. Omkring 50.000 borgere i København mistede deres fjernvarme. Særligt slemt stod det til i Indre København, hvor størstedelen af de 300 dampbrønde og mange kældre med fjernvarmeledninger var oversvømmede. Mange var uden varme og varmt vand i næsten en uge.

### Trafikale problemer
Oversvømmelse i Banedanmarks kældre på Amerika Plads førte til kortslutning og brand, så alle it-systemer måtte lukkes ned. Dette resulterede i sorte skærme og afgangsskilte på stationer og perroner, ligesom det umuliggjorde udkald via højtalere. Togpassagerer kunne derfor ikke få informationer om forsinkelser og aflyste tog. Oversvømmelse af en teknikkælder betød endvidere risiko for et svigt, der potentielt kunne have medført nedbrud på store dele af banestrækningerne i hele Danmark. Banedanmark fik elforsyningen tilbage den 3. juli om morgenen, og kl. 18:00 kørte alle it-systemer igen.
Togtrafikken (S-tog, regionaltog og fjerntog) blev meget alvorligt forstyrret, da regnmasserne oversvømmede spor, kabler, sporskifter og andre tekniske installationer, og fik dæmninger og skrænter til at skride. Herudover medvirkede de mange lynnedslag også til, at forskelligt elektrisk udstyr blev ødelagt. Spor ved Østerport Station, Svanemøllen, Flintholm og Hovedbanegården var fuldstændigt oversvømmede, hvilket betød at nogle banestrækninger var lukkede frem til den 4. juli, og selvom vandet hurtigt blev pumpet væk, tog det omkring en uge, før togdriften var normaliseret. Det skyldtes blandt andet også, at flere togsæt var blevet spærret inde på grund af skader på de kabler, der styrer sporskifterne. Ligeledes var den københavnske togtrafik i dagene efter skybruddet, plaget af mange togaflysninger og store forsinkelser.
Københavns Metro oplevede trods sin placering i tunneler ikke driftsproblemer, ud over at elevatorerne gik i stå. Dog betød efterfølgende oprydning i en oversvømmet byggegrube, at det forberedende arbejde til metroen på Frederiksberg Station blev forlænget. Den københavnske busdrift blev indstillet under selve skybruddet, men blev hurtigt genoptaget. I de efterfølgende dage måtte Movia imidlertid omlægge flere busruter på grund af flere oversvømmede veje, og trafikpropper betød uregelmæssigheder for stort set alle
busserne.
Mange veje var spærret på grund af oversvømmelser i lavninger, herunder dele af de største veje som Amager-, Holbæk-, Lyngby- og Helsingørmotorvejen samt Motorring 3 og 4. Dette fik indflydelse på trafiksikkerheden og fremkommeligheden, med lange køer og problemer for trafikken ind og ud af København. De første veje var ryddet for vand den 3. juli, men det tog frem til om morgenen den 5. juli før alle vejene igen var farbare.

### Økonomiske eftervirkninger
Omfanget af de materielle skader hos borgere, virksomhedsejere og offentlige institutioner har været vanskeligt at vurdere. Umiddelbart efter skybruddet estimerede brancheforeningen Forsikring & Pension, at forsikringsselskaberne samlet ville udbetale erstatninger for ca. 1,3 milliarder kroner. I august måned 2011 steg estimatet til ca. 3 milliarder kroner, idet man ud over de mange erstatningssager fra boligområder ikke havde ventet, at et så stort antal af varelagre hos erhvervsdrivende på sigt ville blive ødelagt af vandskaderne. I oktober måned 2011 meddelte den schweiziske genforsikringsgigant Swiss Re, at de kendte forsikrede tab udgjorde 4,2 milliarder kroner – et tal som dækkede mere end 80 procent af skadesforsikringsmarkedet. Forsikring & Pension har efterfølgende i foråret 2012 opgjort erstatningerne til 4,88 milliarder kroner fordelt på i alt 90.644 skader. De seneste udmeldinger fra forsikringsselskaberne tyder på, at de endelige erstatninger vil være tæt på 6 milliarder kroner – ifølge Swiss Re den dyreste vejrskade i Europa i 2011.
Forsikringer dækkede imidlertid langt fra alle udgifter, blandt andet eftersom stat og mange kommuner er helt eller delvis selvforsikrede. Alene for Københavns Kommune betød skybruddet f.eks. skader for 119 mio. kr. på skoler, daginstitutioner, idrætsanlæg og andre bygninger. Skaderne var omfattet af kommunens interne forsikringsordning, hvor Københavns Ejendomme har en selvrisiko på 50.000 kr. per skade. Det gav et økonomisk tab for Københavns Ejendomme på ca. 20 mio. kr., som efterfølgende skal finansieres af vedligeholdelsesbudgettet for de kommunalt ejede ejendomme. Skybruddet har ligeledes kostet millioner af kroner på museer som Geologisk Museum og Medicinsk Museion, der hæfter for arbejdstid brugt på at redde museumsgenstande, uanset om genstandene er forsikrede.

### Konsekvenser
Kommunernes Landsforening – KL har efterfølgende meldt ud, at de ønsker at investere i forebyggende tiltag som for eksempel "spildevandsveje" med høje kantsten, som konstrueres ved at ændre vejens profil, så den har form som et vandløb.
Adskillige projekter blev sat i gang i København for at imødegå tilsvarende hændelser.

## Tidligere hændelser
Et stort regnskyl oversvømmede Greve i 2002, og kommunen oprettede en særlig afdeling til at forberede sig på kommende problemer. En såkaldt "klimakogebog" blev offentliggjort som beskrivelse af løsningerne.
Et ekstremt skybrud over Gråsten og omegn i det østlige Sønderjylland den 20. august 2007 er sandsynligvis den kraftigste, korterevarende nedbørhændelse siden et skybrud ved
Lønstrup i Vendsyssel den 11. august 1877.
Det der startede som en helt almindelig sommeraften i Sønderjylland blev på to timer forvandlet til det mest ekstreme skybrud set i Danmark, der med over 150 mm regn og omfattende oversvømmelser rev både jernbanestrækninger og veje med sig. Ingen personer kom til skade, men flere veje måtte afspærres, og ved Adsbøl blev et stykke vejbane skyllet væk. En jernbanedæmning mellem Gråsten og Sønderborg blev undermineret, så sporene var frit svævende, hvilket kunne have resulteret i en større ulykke, eftersom et tog kun lige nåede at passere dæmningens svage punkt, inden den brød sammen. Ud over regnen medførte kraftige vindstød og hagl på størrelse med dueæg ligeledes mange materielle skader, og der blev registreret ca. 1.000 lynnedslag, som bl.a. forårsagede strømafbrydelser og en gårdbrand.